# Labullula annulipes
Labullula annulipes là một loài nhện trong họ Linyphiidae.
Loài này thuộc chi Labullula. Labullula annulipes được Embrik Strand miêu tả năm 1913.